# ماركو فوجين
ماركو فوجين (بالسيريلية الصربية: Марко Вујин) مواليد 7 ديسمبر 1984 في باتشكا بالانكا، جمهورية يوغوسلافيا الاشتراكية الاتحادية، هو لاعب كرة يد صربي يلعب كظهير أيمن. يلعب حاليا مع نادي كيل لكرة اليد ويحمل الرقم 41. مثل منتخب صربيا لكرة اليد. شارك في دورة الألعاب الأولمبية الصيفية سنة 2012. حقق المركز الثاني في البطولة الأوروبية لكرة اليد للرجال 2012.

## سجل المنافسة
شارك في البطولات التالية:
- بطولة أوروبا لكرة اليد للرجال 2012
- بطولة أوروبا لكرة اليد للرجال 2014
- الألعاب الأولمبية الصيفية 2012

## الإنجازات
- الدوري المجري لكرة اليد:
  - الفوز: 2008، 2009، 2010، 2011، 2012
  - الميدالية الفضية: 2007
  - الميدالية البرونزية: 2004، 2005، 2006
- كأس أبطال الكؤوس الأوروبية لكرة اليد:
  - الفوز: 2008
- بطولة أوروبا لكرة اليد للرجال:
  - الميدالية الفضية: 2012

## روابط خارجية
- ماركو فوجين على موقع الاتحاد الأوروبي لكرة اليد (الإنجليزية)
- ماركو فوجين على موقع نادي كيل لكرة اليد (الألمانية)
- ماركو فوجين على موقع اللجنة الأولمبية الدولية (الإنجليزية)
- ماركو فوجين على موقع أوليمبيديا (الإنجليزية)
- ماركو فوجين على موقع اللجنة الأولمبية الصربية (الصربية)